# Titi (rainha)
Titi foi uma rainha do Antigo Egito do tempo da XX dinastia. Foi filha e mais tarde esposa do faraó Ramessés III.
Possui um dos maiores túmulos do Vale das Rainhas (número 52), em Tebas, que se encontra num estado danificado, embora aberto a visita de turistas. As inscrições ali gravadas atribuem-lhe o título de "Mãe do rei", o que leva a considerar-se que possa ter sido a mãe do faraó Ramessés IV. Outros títulos atribuídos a Titi são "Senhora das Duas Terras", "Primeira esposa real" e "Irmã do rei".